# Ichabod Crane

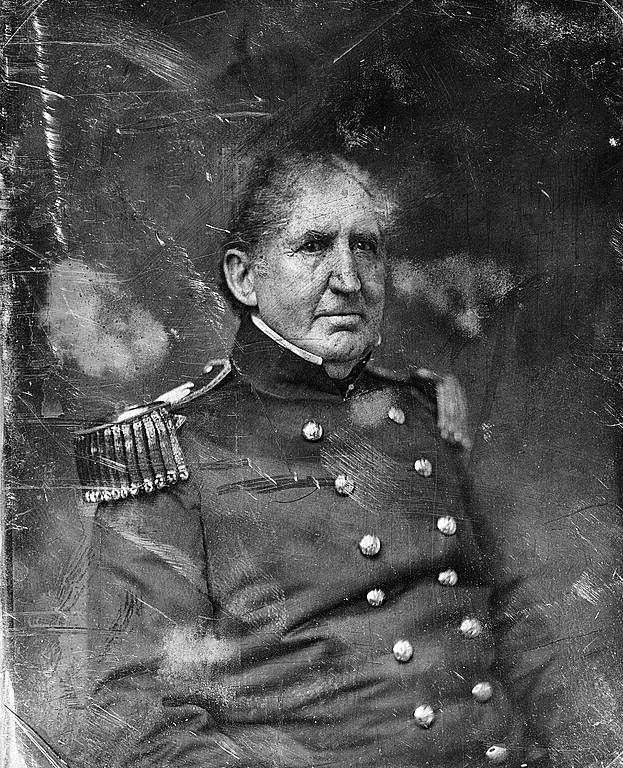
Ichabod Crane

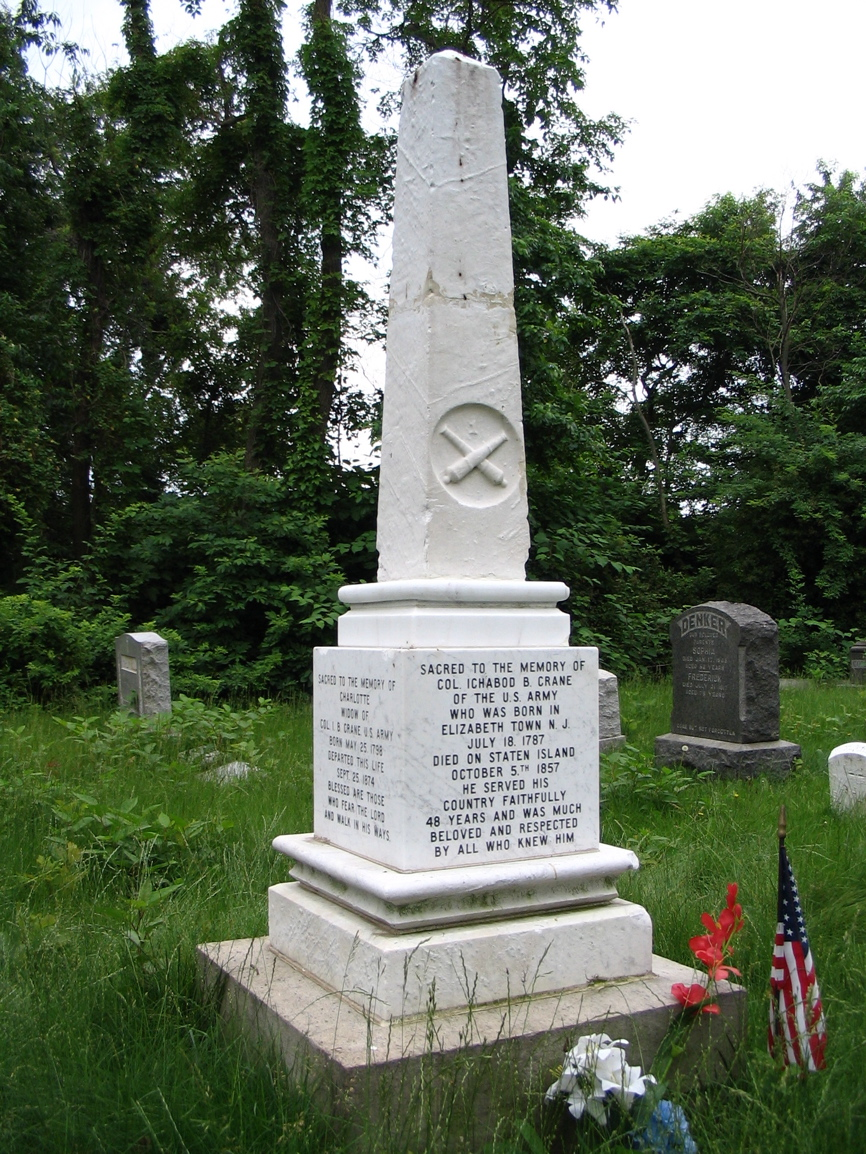
Ichabod Cranes Grabmal auf Staten Island

Ichabod Bennet Crane (* 18. Juli 1787 in Elizabeth, New Jersey; † 5. Oktober 1857 auf Staten Island, New York City) war ein US-amerikanischer Offizier.

## Leben
Crane wurde als Sohn des Generals William Crane in Elizabeth geboren, das zu jener Zeit noch Elizabeth Town hieß. Im Jahre 1809 trat er in das United States Marine Corps ein und diente zwei Jahre lang auf der Fregatte United States. Während des Britisch-Amerikanischen Krieges war er zunächst in Kanada im Einsatz; im Mai 1813 nahm er im Rang eines Hauptmanns der Marineartillerie an der Schlacht um Sackets Harbor teil.
Nach dem Krieg war Crane in Rhode Island stationiert. 1832 befehligte er als Oberstleutnant Truppen im Black-Hawk-Krieg; während des Mexikanisch-Amerikanischen Kriegs war er als Oberst Chef des Rekrutierungswesens und wurde später zum Gouverneur des Military Asylum in Washington, D.C. ernannt.
1853 wurde Crane nach New York versetzt und ließ sich mit seiner Frau Charlotte in Port Richmond auf Staten Island nieder, wo er vier Jahre später verstarb.
Cranes Grab befindet sich auf dem New Springville Cemetery auf Staten Island. Das erheblich beschädigte Grabmal in Form eines Obelisken wurde nach 1999 durch ein neu angefertigtes ersetzt.

## Literarische Bedeutung
Es wird angenommen, dass Ichabod Crane unwissentlich als Namensgeber für die gleichnamige Figur in
Washington Irvings Erzählung The Legend of Sleepy Hollow fungierte. Historischen Unterlagen zufolge hielten sich sowohl Crane als auch Irving 1814 in Sackets Harbor auf; Crane in seiner Eigenschaft als Offizier, Irving als Mitarbeiter des New Yorker Gouverneurs Daniel D. Tompkins. Jedoch erwähnt keiner der beiden Männer den anderen in seinen Aufzeichnungen, so dass eine mögliche Begegnung zwischen ihnen spekulativ bleibt.